# História da tabela periódica

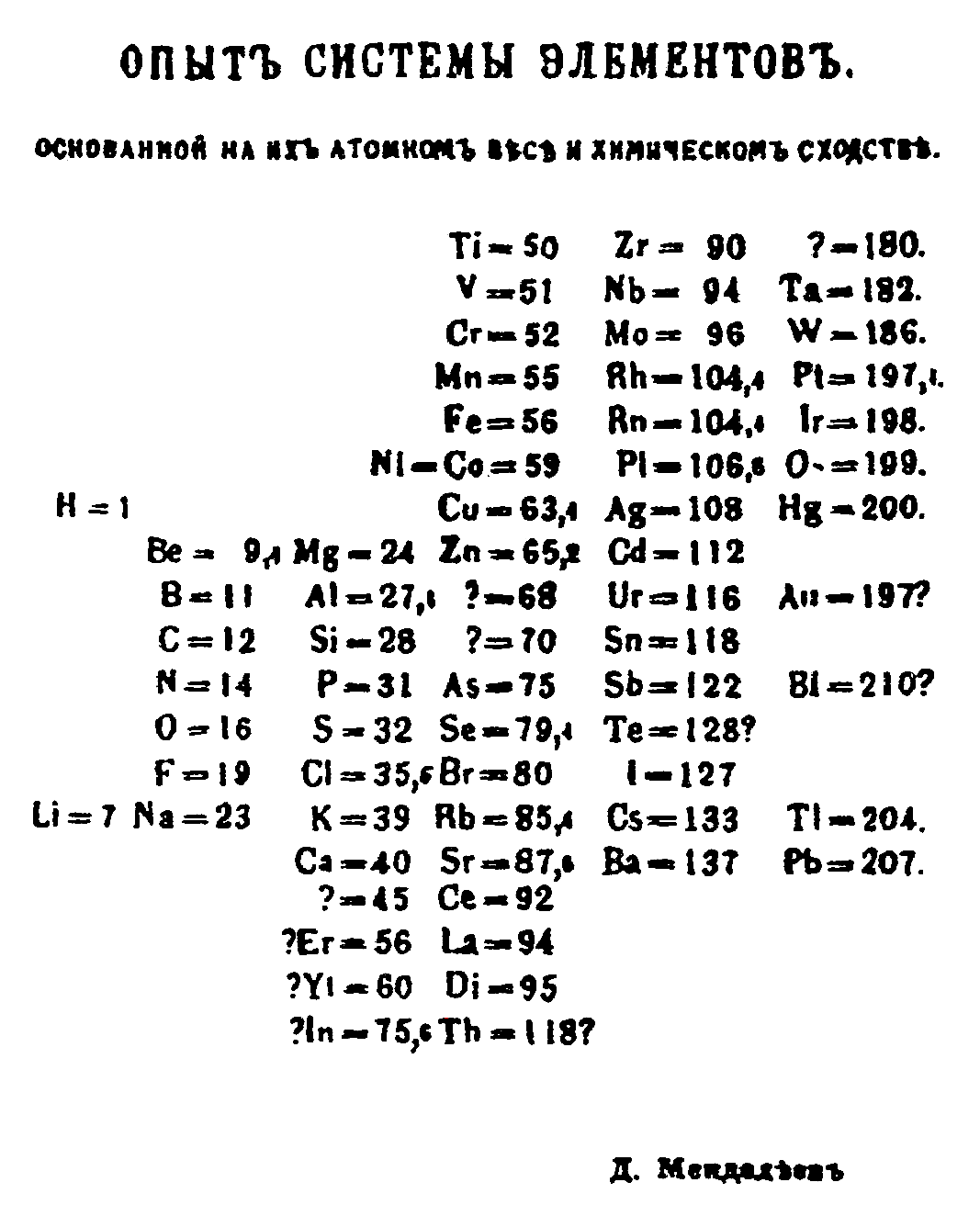
Tabela proposta por Mendeleyev em 1869.

A história da tabela periódica começa em 1829 com a "lei das tríades" de Johann Wolfgang Döbereiner e termina com a disposição sistemática de Dmitri Mendeleev e Lothar Meyer dos elementos químicos demonstrando a periodicidade dos mesmos em uma tabela organizada. Teorias para explicar a matéria foram elaboradas pelos filósofos gregos ainda na Antiguidade, pelo qual postulava-se que toda a matéria era formada a partir de quatro elementos que poderiam ser transformados um no outro, conceito explorado pela alquimia.
A partir da separação da alquimia da química no século XVI, e posteriormente o trabalho de Antoine Lavoisier que incluiu a organização de uma lista com os elementos conhecidos até a época, foram iniciados os avanços científicos para definição e compreensão da matéria. Durante os anos seguintes, um grande volume de conhecimento relativo às propriedades dos elementos e seus compostos foram adquiridos pelos químicos.
Com o aumento do número de elementos descobertos, os cientistas iniciaram a investigação de modelos para reconhecer as propriedades e desenvolver esquemas de classificação. A primeira tentativa foi as tríades de Döbereiner, grupos de três elementos com propriedades similares, ideia que foi expandida por outros cientistas. O primeiro modelo organizado que contemplava todos os elementos foi o parafuso telúrico de Chancourtois, porém sua teoria não teve aceitação inicial. Newlands e Odling também publicaram tabelas que demonstravam periodicidade, mas sem aceitação acadêmica.
A primeira tabela a ter aceitação entre os químicos foi elaborada por Dmitri Mendeleev em 1869, que demonstrava avanços em relação às tentativas de seus antecessores como, por exemplo, a previsão das propriedades de elementos ainda a serem descobertos. Lothar Meyer também havia publicado uma tabela similar concomitantemente, que posteriormente recebeu reconhecimento científico. Esta versão da tabela de Mendeleev foi aprimorada ao longo do tempo para contemplar os elementos que vieram a ser descobertos até atingir o formato padrão da atualidade.

## Antecedentes

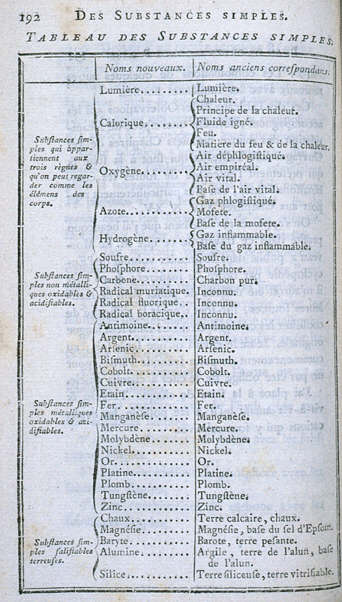
Tabela de substâncias simples de Antoine Lavoisier

As tentativas de organizar a matéria em função de suas propriedades remontam a Grécia antiga, durante o qual filósofos como Tales de Mileto, Heráclito, Anaximandro e Anaximenes conjecturavam sobre a divisão da matéria. Tales acreditava que toda matéria provinha da água enquanto Anaximenes, Heráclito e Anaximandro acrescentaram o ar, fogo e o ápeiron, respectivamente. O filósofo Empédocles consolidou a teoria dos quatro elementos, incluindo a terra e retirando o ápeiron, formando assim as quatro entidades de elementos que seriam mantidos pelos alquimistas. Posteriormente, Platão, Filolau e Aristóteles viriam a postular a inclusão de um quinto elemento, denominado quita essentia por Aristóteles e que seria a matéria que constitui os céus. Platão foi o primeiro a postular que cada elemento teria uma forma específica e a possibilidade de transformação de um elemento em outro, conceito que foi empregado na alquimia.
Até meados do século XVIII, outros elementos foram postulados como constituintes da matéria. O alquimista árabe Geber postulou que todos os metais eram constituídos de mercúrio e enxofre e o alquimista medieval Paracelso postulou o conceito de que o mercúrio, enxofre e o sal seriam princípios presentes em toda a matéria, teoria esta chamada de tria prima.
Entretanto, tais conceitos não tinham fundamentação científica e a partir do desenvolvimento do método científico começaram a cair em desuso e uma teoria alternativa para explicar a matéria começou a ser analisada. O livro The Sceptical Chymist (1661) de Robert Boyle é considerado um marco na história da química por negar a existência dos elementais como constituintes da matéria e dar início a uma abordagem científica da química ao prover a primeira definição de elemento químico. O livro Traité Élémentaire de Chimie (1789) de Antoine Lavoisier foi o marco seguinte na história da tabela periódica ao publicar uma lista com 33 substâncias elementares, isto é que não podiam ser decompostas em reações químicas, e das quais muitas fazem parte da tabela atual. Lavoisier classificou tais elementos em quatro grupos: substâncias simples, metálicas, não-metálicas e salificáveis ou terrosas.
Com a sistematização da Lei das proporções definidas por Joseph Louis Proust e lei da conservação da massa por Lavoisier, foi consolidado o conhecimento que permitiu o avanço da teoria atômica por John Dalton que formulou o conceito do átomo como indivisível e imutável e a lei das proporções múltiplas pela qual os átomos se combinavam numa proporção fixa. Isto permitiu o cálculo da massa atômica relativa dos átomos e, embora houvesse erros no cálculo de alguns elementos como o oxigênio, permitiu a identificação e relação inequívoca entre os átomos.

## As primeiras tentativas

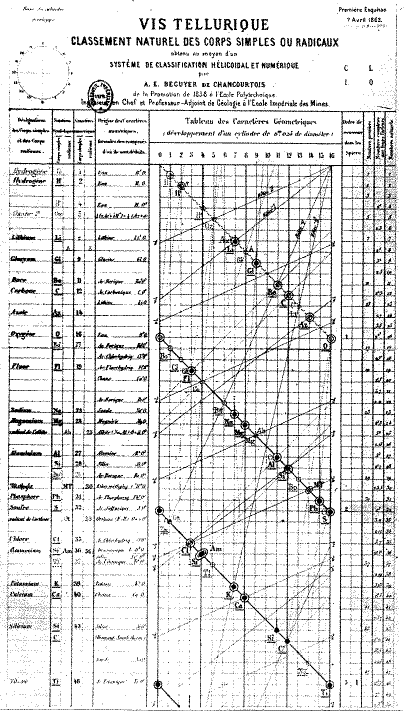
Parafuso telúrico de De Chancourtois.

Em 1817, Döbereiner observou que muitos elementos podiam ser agrupados em tríades, isto é um grupo de três elementos, baseando-se em suas propriedades químicas.  Lítio, Sódio e Potássio, por exemplo, foram agrupados juntos como uma tríade de metais reativos frágeis. Döbereiner também observou que, quando arranjados pela massa atômica relativa, o segundo membro de cada tríade tinha aproximadamente a média do primeiro elemento com o terceiro, o que ficou conhecido como a Lei das tríades. Outras propriedades químicas dos elementos também apresentavam esta particularidade matemática.
O químico alemão Leopold Gmelin trabalhou com este sistema e por volta de 1843 já tinha identificado dez tríades, três grupos de quatro e um grupo de cinco. Os grupos de quatro elementos, denominados tétrades, haviam sido identificados por Max Von Pettenkofer e o grupo de cinco elementos, denominados pêntadas,  por Jean-Baptiste Dumas que também publicou um artigo em 1857 descrevendo as várias relações entre os grupos de metais. Embora vários químicos pudessem identificar relações entre pequenos grupos, faltava ainda um esquema que pudesse abranger todos.
Em 1862, o geólogo francês Alexandre-Emile Béguyer de Chancourtois publicou uma forma de tabela periódica chamada de parafuso telúrico, sendo o primeiro a notar a periodicidade dos elementos. Com este arranjo em espiral ordenados por massa atômica relativa no cilindro, Chancourtois demonstrou que os elementos tinham propriedades similares que pareciam ocorrer em intervalos regulares. Sua demonstração incluía alguns íons e compostos além de elementos. Porém, seu artigo empregava termos geológicos ao invés de químicos e não incluiu um diagrama. Como resultado, recebeu pouca atenção até o trabalho de Dmitri Mendeleev ser reconhecido.
Em 1864, o químico alemão Julius Lothar Meyer publicou uma tabela com 44 elementos arranjados pelo conceito da valência que havia sido fundamentado seis anos antes por August Kekulé. Esta tabela demonstrou que os elementos com propriedades similares às vezes compartilhavam a mesma valência. Concomitantemente, o químico inglês William Odling publicou um arranjo de 57 elementos ordenados com base em suas massas atômicas relativas. Apesar de algumas irregularidades e espaços, ele notou que parecia haver uma periodicidade de massas atômicas entre os elementos. Odling aludiu a ideia da lei periódica mas não prosseguiu com esta. Subsequentemente, ele propôs uma classificação baseada na valência dos elementos.

## A segunda tentativa

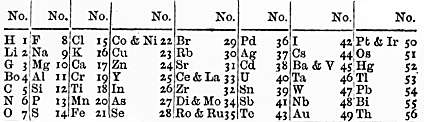
Tabela periódica de Newlands, apresentada em 1866 e baseada na lei das oitavas.

O químico inglês John Newlands publicou uma série de artigos entre 1863 e 1866 notando que quando os elementos eram listados em ordem crescente de massa atômica, propriedades físicas e químicas ocorriam em intervalos de oito, o que ele ligou a periodicidade das oitavas na escala musical. Porém estas observações, o qual denominou "Lei das Oitavas", foi ridicularizada pelos contemporâneos de Newlands em virtude da comparação com a escala musical e a Chemical Society se recusou a publicar seu trabalho. Embora a tabela original proposta tivesse algumas falhas e contradições, a Royal Society somente reconheceu a importância de suas descobertas cinco anos depois de terem publicado o trabalho de Mendeleev, outorgando-lhe a Medalha Davy por sua contribuição.
Outra proposta de tabela foi elaborada pelo acadêmico dinamarquês Gustavus Hinrichs num sistema periódico em espiral baseado na massa atômica, espectro e similaridades químicas, que foi publicado em 1867. Seu trabalho foi considerado uma idiossincrasia, ostentosa e confusa o que pode ter limitado seu reconhecimento e aceitação.

## A tabela periódica, segundo Mendeleev e Meyer

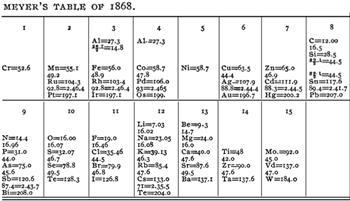
Tabela periódica de Lothar Meyer

O professor de química russo Dmitri Mendeleev e Meyer publicaram de forma independente tabelas periódicas em 1869 e 1870, respectivamente. A tabela de Mendeleev foi a primeira versão enquanto a de Meyer foi uma versão expandida da tabela publicada em 1864. Ambos construíram suas tabelas listando os elementos em linhas ou colunas ordenados pela massa atômica e começando uma nova coluna ou linha quando as características dos elementos começavam a se repetir.
O reconhecimento e aceitação da tabela de Mendeleev vieram de duas decisões que havia feito. A primeira foi deixar espaços na tabela que pareciam corresponder a um elemento que ainda não havia sido descoberto. Ele não foi o primeiro químico a fazer isto, porém foi o primeiro a ser reconhecido como usando a tendência em sua tabela para predizer as propriedades dos elementos faltantes, tais como o gálio, o germânio e o escândio. A segunda decisão foi ignorar ocasionalmente a ordem sugerida pelas massas atômicas e trocar elementos adjacentes, tais como o telúrio e o iodo, para classificá-los corretamente nas famílias químicas. Com o desenvolvimento das teorias da estrutura atômica, parece que ele listou os elementos em ordem crescente de massa atômica ou número atômico de modo não intencional.

## A descoberta do número atômico
No final século XIX houve um avanço significativo na teoria atômica com as descobertas dos Raios-X por Wilhelm Rontgen e da radioatividade natural por Henri Becquerel por volta de 1895. Frederick Soddy e Ernest Rutherford constataram que as emissões radioativas dos elementos resultavam em elementos químicos diferentes o que levou a conclusão de que a massa atômica não era uma propriedade do átomo adequada para indicar a periodicidade dos elementos químicos. Conforme demonstrado por Soddy, o mesmo elemento químico poderia ter uma massa atômica diferente, condição denominada como isótopos.
Em 1913, o cientista britânico Henry Moseley descobriu uma relação exata entre as linhas espectrais fora da região do visível com um número ordinal, denominado número atômico, que posteriormente constatou-se ser o número de prótons do núcleo. Quando os átomos foram arranjados de acordo com o aumento do número atômico, as inconsistências existentes na tabela de Mendeleev desapareceram. Devido ao trabalho de Moseley, a tabela periódica moderna está baseada no número atômico dos elementos.

## As últimas modificações

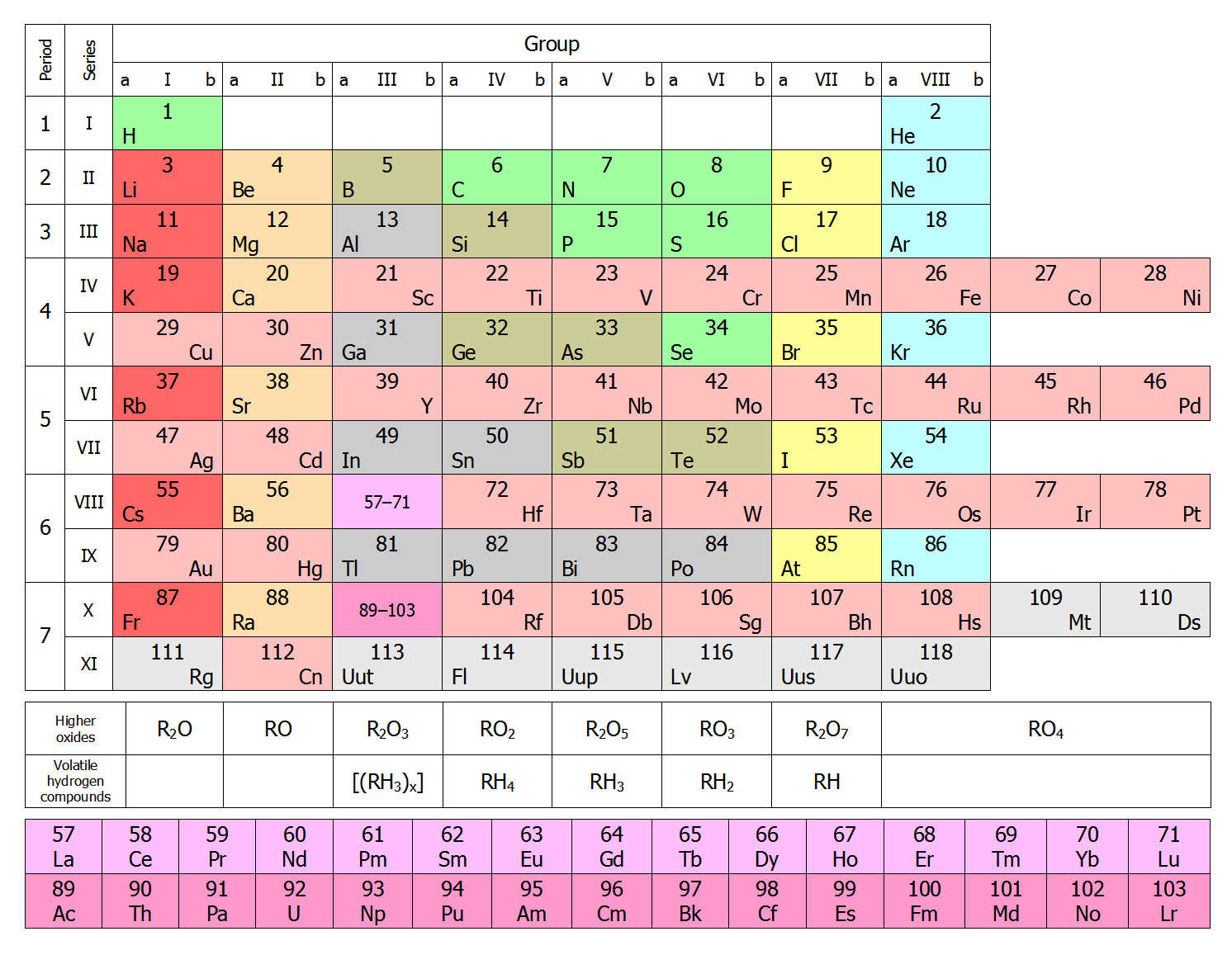
Forma curta da tabela periódica, conforme originalmente publicada por Mendeleev, e atualizada com os elementos descobertos até 2012.

Em 1871, Mendeleev publicou uma forma atualizada da tabela periódica, fornecendo informações detalhadas de suas previsões para os elementos que havia notado estarem faltando mas deveriam existir. Estes espaços foram subsequentemente preenchidos conforme os químicos descobriram os elementos naturais que existiam. Com a descoberta do argônio em 1894 por William Ramsay e Lord Rayleigh, houve uma dificuldade em acomodar o novo elemento de acordo com a sua massa atômica na tabela periódica elaborada por Mendeleev. Devido a sua massa atômica ser superior a do Potássio, este deveria possuir as propriedades dos metais alcalinos todavia era inerte. Inicialmente, especulou-se que o gás poderia ser uma molécula triatômica ou diatômica, o que não foi comprovado experimentalmente. Finalmente, o elemento foi atribuído a um novo grupo, denominado gases nobres, quando outros com as mesmas propriedades foram identificados.
Por vezes é afirmado que o último elemento químico encontrado na natureza a ser descoberto foi o Frâncio, referido por Mendeleev como eka-césio, em 1939. Entretanto, o Plutônio, produzido sinteticamente em 1940, foi identificado em traços como um elemento natural em 1971, e em 2011 foi descoberto que todos os elementos até o Califórnio podem ocorrer naturalmente como traços em minérios de Urânio através da captura de nêutrons e decaimento beta.
O formato popular da tabela periódica, também conhecido como forma comum ou padrão, é atribuído ao químico americano Horace Groves Deming. Em 1923, Deming publicou uma versão curta semelhante à de Mendeleev e uma média com dezoito colunas. A Merck preparou um guia com a forma de 18 colunas de Deming em 1928 que foi amplamente distribuída nas escolas americanas. Por volta da década de 1930, a tabela estava aparecendo em livros-textos e enciclopédias de química. Esta tabela também foi distribuída por muitos anos pela Sargent-Welch Scientific Company.
Com o desenvolvimento das teorias da mecânica quântica da configuração dos elétrons dentro do átomo, ficou evidente que cada período (linha) na tabela correspondia a um preenchimento de nível eletrônico dos elétrons. Átomos maiores tinham mais subníveis, portanto as últimas tabelas exigiam períodos constantemente mais longos.

Formato popular, ou padrão, exibindo os elementos do bloco f abaixo da tabela.

Em 1945 o cientista americano Glenn Seaborg sugeriu que os elementos actinídeos estavam preenchendo um subnível f assim como os lantanídeos. Antes disso, acreditavam-se que os actinídeos formavam uma quarta linha do subnível d. Os colegas de Seaborg sugeriram que ele não publicasse uma sugestão tão radical pois poderia arruinar sua carreira. Entretanto, a sugestão de Seaborg estava correta e ele foi subsequentemente premiado com o prêmio Nobel de química em 1951 pelo seu trabalho na síntese dos elementos actinídeos.
Embora pequenas quantidades dos elementos transurânicos ocorram naturalmente, todos eles foram descobertos em laboratórios. Suas produções expandiram a tabela periódica significativamente, o primeiro destes elementos foi o Neptúnio em 1939. Por causa da maioria dos elementos transurânicos serem altamente instáveis e decaírem rapidamente, são de difícil detecção e caracterização quando são produzidos. Tem havido algumas controvérsias em relação à nomenclatura e alegações de descobertas concorrentes para alguns elementos, que exigem uma revisão independente para determinar qual parte tem prioridade, e portanto os direitos de nomear. Os nomes mais recentemente aceitos são o Fleróvio (número atômico 114) e o Livermório (número atômico 116), ambos nomeados em 31 de maio de 2012.  Em 2010, uma colaboração russo-americana em Dubna, alega ter sintetizado seis átomos do ununseptium (número atômico 117) que é a mais recente descoberta alegada.